# Sint-Oremuskapel

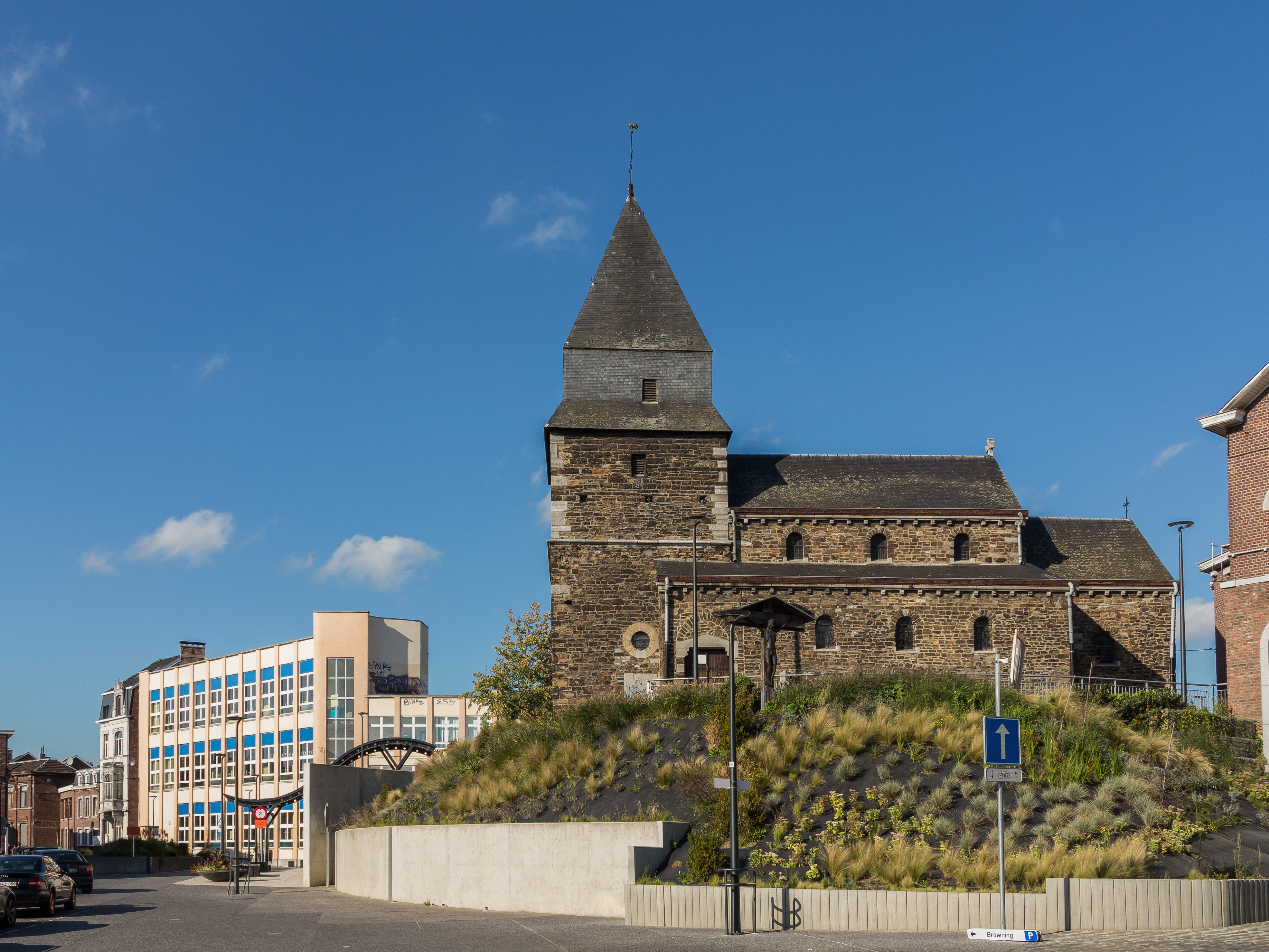
Sint-Oremuskapel

De Sint-Oremuskapel (Chapelle Saint-Oremus, ook wel: Chapelle Saint-Lambert) is een kapel te Herstal, aan de Place Jean Jaurès.

## Geschiedenis
De bouw van de kapel gaat terug tot het jaar van de moord op Sint-Lambertus, die vermoedelijk in 705 plaatsvond. Zijn lichaam werd begraven te Maastricht. Dertien jaar later (718) werden de overblijfselen door zijn opvolger Hubertus naar Luik overgebracht. Toen de rouwstoet ook langs Herstal kwam werd daar een lamme genezen. Dit was aanleiding tot de bouw van een kerkje.

## Gebouw
Het huidige kerkje stamt uit de 11e eeuw en is gebouwd in ruwe natuursteenblokken. De bouwstijl is vroegromaans. Het is een driebeukig basilicaal kerkje met voorgebouwde toren, welke met leien bedekt is.